# Minot
För andra betydelser, se Minot (olika betydelser).
Minot (engelskt uttal: [ˈmaɪnɒt] lyssna (fil)) är en stad (city) i Ward County i delstaten North Dakota i USA. Staden hade 48 377 invånare, på en yta av 70,68 km² (2020). Minot är administrativ huvudort (county seat) i Ward County. Norr om staden är Minot Air Force Base belägen.
Rapparen Wiz Khalifa samt skådespelaren och fotomodellen Josh Duhamel är född i staden.